# Allodemus
Allodemus is een kevergeslacht uit de familie van de boktorren (Cerambycidae). De wetenschappelijke naam van het geslacht werd voor het eerst geldig gepubliceerd in 1962 door Zajciw.

## Soorten
Allodemus omvat de volgende soorten:
- Allodemus centromaculatus Zajciw, 1968
- Allodemus tricolor (Perty, 1832)